# Intorcisa

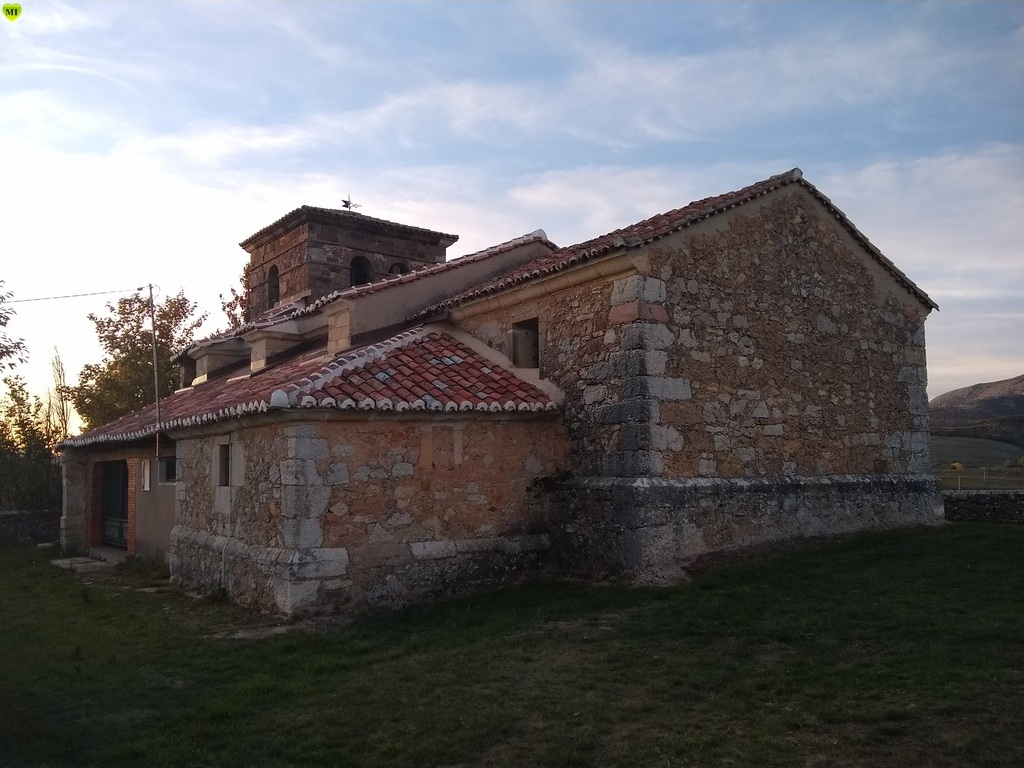
Iglesia de San Juan Evangelista

Intorcisa es una localidad del norte de la provincia de Palencia, perteneciente al municipio de Guardo.

## Demografía
Evolución de la población en el siglo XXI
| Gráfica de evolución demográfica de Intorcisa entre 2000 y 2020    |
|                                                                    |
| Población de derecho (2000-2020) según el padrón municipal del INE |

## Historia
A la caída del Antiguo Régimen la localidad se constituye en municipio constitucional que en el censo de 1842 contaba con 6 hogares y 31 vecinos, para posteriormente integrarse en Guardo.